# P進賦值

自然數在2進賦值中的分布，並加上十進位中的2的次方做標籤；0的賦值為無限。

在數論上，一個整數n的p進賦值指的是能除盡n的質數p的最高次方，一般記做{\displaystyle \nu _{p}(n)}。一個等價的定義是，{\displaystyle \nu _{p}(n)}是n的質因數分解中p的次方數。
p進賦值是一個賦值，且其賦值可作為常規絕對值的類比。就如常規絕對值是有理數在實數{\displaystyle \mathbb {R} }中的完備化一般，p進絕對值是有理數在P進數{\displaystyle \mathbb {Q} _{p}}.

## 定義與性質
以下假定p為質數。

### 整數
整數n的p進賦值定義如下：
{\displaystyle \nu _{p}(n)={\begin{cases}\mathrm {max} \{k\in \mathbb {N} :p^{k}\mid n\}&{\text{if }}n\neq 0\\\infty &{\text{if }}n=0,\end{cases}}}
其中{\displaystyle \mathbb {N} }是自然數的集合，而{\displaystyle m\mid n}代表{\displaystyle n}可被{\displaystyle m}整除。特別地，{\displaystyle \nu _{p}}的定義域及值域如次：{\displaystyle \nu _{p}\colon \mathbb {Z} \to \mathbb {N} \cup \{\infty \}}.
像例如說，{\displaystyle \nu _{2}(-12)=2}, {\displaystyle \nu _{3}(-12)=1}，而{\displaystyle \nu _{5}(-12)=0} since {\displaystyle |{-12}|=12=2^{2}\cdot 3^{1}\cdot 5^{0}}。
{\displaystyle p^{k}\parallel n}這符號有時用以表示{\displaystyle k=\nu _{p}(n)}。
若{\displaystyle n}是一個正整數，那麼有
{\displaystyle \nu _{p}(n)\leq \log _{p}n}
而這可由{\displaystyle n\geq p^{\nu _{p}(n)}}直接推得。

### 有理數
p進賦值可以下述函數的形式延伸到有理數上：
{\displaystyle \nu _{p}:\mathbb {Q} \to \mathbb {Z} \cup \{\infty \}}
其定義如下：
{\displaystyle \nu _{p}\left({\frac {r}{s}}\right)=\nu _{p}(r)-\nu _{p}(s)}
像例如說，{\displaystyle \nu _{2}{\bigl (}{\tfrac {9}{8}}{\bigr )}=-3}且{\displaystyle \nu _{3}{\bigl (}{\tfrac {9}{8}}{\bigr )}=2}，而這是因為{\displaystyle {\tfrac {9}{8}}=2^{-3}\cdot 3^{2}}之故。
有理數上的賦值其中一些性質如下：
{\displaystyle \nu _{p}(r\cdot s)=\nu _{p}(r)+\nu _{p}(s)}
{\displaystyle \nu _{p}(r+s)\geq \min {\bigl \{}\nu _{p}(r),\nu _{p}(s){\bigr \}}}
此外，若{\displaystyle \nu _{p}(r)\neq \nu _{p}(s)}，那麼
{\displaystyle \nu _{p}(r+s)=\min {\bigl \{}\nu _{p}(r),\nu _{p}(s){\bigr \}}}
其中{\displaystyle \min }是最小值（也就是兩者中較小者）。

## p進絕對值
有理數集{\displaystyle \mathbb {Q} }的p進絕對值定義如下：
{\displaystyle |\cdot |_{p}\colon \mathbb {Q} \to \mathbb {R} _{\geq 0}}
而其定義為
{\displaystyle |r|_{p}=p^{-\nu _{p}(r)}.}
因此對所有的{\displaystyle p}而言，{\displaystyle |0|_{p}=p^{-\infty }=0}；而一個p進絕對值的例子如次：{\displaystyle |{-12}|_{2}=2^{-2}={\tfrac {1}{4}}} and {\displaystyle {\bigl |}{\tfrac {9}{8}}{\bigr |}_{2}=2^{-(-3)}=8}
p進絕對值滿足下列性質：
| 非負性       | {\displaystyle \|r\|_{p}\geq 0}                                       |
| 正定性       | {\displaystyle \|r\|_{p}=0\iff r=0}                                   |
| 積性         | {\displaystyle \|rs\|_{p}=\|r\|_{p}\|s\|_{p}}                         |
| 非阿基米德性 | {\displaystyle \|r+s\|_{p}\leq \max \left(\|r\|_{p},\|s\|_{p}\right)} |
由積性{\displaystyle |rs|_{p}=|r|_{p}|s|_{p}}可知，對於單位根{\displaystyle 1}和{\displaystyle -1}而言，{\displaystyle |1|_{p}=1=|-1|_{p}}，因此這表示說{\displaystyle |{-r}|_{p}=|r|_{p}}；而次可加性{\displaystyle |r+s|_{p}\leq |r|_{p}+|s|_{p}}可由非阿基米德三角不等式{\displaystyle |r+s|_{p}\leq \max \left(|r|_{p},|s|_{p}\right)}得出。
對{\displaystyle p^{-\nu _{p}(r)}}這個冪的基底p的選取不會影響其性質；然而有以下的性質：
{\displaystyle \prod _{0,p}|r|_{p}=1}
其中此乘積遍歷所有的質數p及常規絕對值，而此處常規絕對值記做{\displaystyle |r|_{0}}。
這項可由質因數分解得出：質因數的冪{\displaystyle p^{k}}會成為相對應的p進絕對值的倒數；而將之乘以常規絕對值後，這些倒數項會被消去。
一些人可能會將p進絕對值給稱為「p進範數」；然而因其不滿足齊次性之故，因此並非真正的範數。
一個度量空間可用如下（非阿基米德且平移對稱的）度量由{\displaystyle \mathbb {Q} }生成：
{\displaystyle d\colon \mathbb {Q} \times \mathbb {Q} \to \mathbb {R} _{\geq 0}}
其定義為
{\displaystyle d(r,s)=|r-s|_{p}.}
以此度量對有理數{\displaystyle \mathbb {Q} }所做的完備化即p進數的集合{\displaystyle \mathbb {Q} _{p}}。